# Tomáš Koudela
Tomáš Koudela, né le 30 décembre 1990 à Brandýs nad Labem-Stará Boleslav, est un coureur cycliste tchèque.

## Palmarès
- 2009
  - 3e du championnat de République tchèque sur route juniors
- 2010
  - 3e du championnat de République tchèque du contre-la-montre juniors
- 2014
  -  Champion de République tchèque sur route espoirs
- 2015
  - 3e de la Visegrad 4 Bicycle Race - GP Polski
- 2016
  - 3e de Velká Bíteš-Brno-Velká Bíteš

## Classements mondiaux
| Année           | 2013   | 2014 | 2015 | 2016   |
| --------------- | ------ | ---- | ---- | ------ |
| UCI Europe Tour | 1 152e |      | 633e | 1 491e |